# Psammophis leithii
Psammophis leithii är en ormart som beskrevs av Günther 1869. Psammophis leithii ingår i släktet Psammophis och familjen snokar. Inga underarter finns listade i Catalogue of Life.
Denna orm förekommer från Afghanistan och Pakistan till västra Indien. Honor lägger ägg.